# Пилатковский сельский совет
Пилатковский сельский совет (укр. Пилатківська сільська рада) — входит в состав
Борщёвского района
Тернопольской области
Украины.
Административный центр сельского совета находится в 
с. Пилатковцы.

## Населённые пункты совета
- с. Пилатковцы
- с. Грабовцы